# ژان میشل سیمونلا
ژان میشل سیمونلا (انگلیسی: Jean-Michel Simonella؛ زادهٔ ۲۷ مارس ۱۹۶۲) بازیکن فوتبال اهل فرانسه است.
از باشگاه‌هایی که در آن بازی کرده‌است می‌توان به باشگاه فوتبال نیم المپیک اشاره کرد.